# Протести в Росії проти інавгурації президента Путіна (2012)
Протести в Росії проти інавгурації президента Путіна — масові акції протесту, які відбулись в Росії в зв'язку з інавгурацією новообраного президента Росії Путіна 6-8 травня. Також відомі як «Марш мільйонів» та «Народні гуляння».
Акції відбулись на знак протесту проти початку третього президентського терміну Путіна. На думку критиків, березневі вибори, на яких переміг Путін, супроводжувалися численними фальсифікаціями.
Всього за час проведення акції співробітниками поліції було затримано близько тисячі чоловік, проте більшість незабаром звільняли.

## Календар подій

### Акції 6 травня
За даними поліції, «Марш мільйонів», як назвали його організатори, зібрав близько 8 000 чоловік. Деякі представники опозиції заявляють, що на вулиці вийшли 100 000 чоловік. Найреалістичнішими здаються оцінки в 30 000 учасників. Акції відзначились численними зіткненнями з правоохоронцями.
Зіткнення на недільному марші почалися, коли шлях демонстрантам, що йшов по мосту через Москву-ріку, перегородив ЗМОП, не пускаючи демонстрантів на площу, де проходила одна з торічних акцій протесту. Деякі демонстранти спробували прорвати оточення, поліцейські пустили в хід кийки і почали проводити арешти. Серед затриманих виявилися лідер «Лівого фронту» Сергій Удальцов, блогер і борець з корупцією Олексій Навальний і ліберальний лідер Борис Нємцов. Кілька демонстрантів і поліцейських отримали значні травми. За деякими оцінками, Москва не бачила таких зіткнеть років 20, а може й більше
Також були піддані кібератаці сайти російських ЗМІ — телеканалу «Дождь», інтернет-видання «Slon.ru», сайт радіостанції «Эхо Москвы», газети «Большой город», «Коммерсантъ».

### Акції 7 травня
Московська поліція розігнала натовп, що зібрався біля готелю «Національ» поруч з Манежною площею в центрі міста. У натовпі не було людей з транспарантами, ніхто не вигукував жодних гасел. Було затримано близько 120 чоловік.

### Акції 8 травня
Акція протесту проходила на Пушкінської площі в центрі Москви. ЗМОП витіснив опозиціонерів, затримано близько 50 чоловік в тому числі телеведуча Ксенія Собчак та опозиціонер Олексій Навальний.

### Акції 9 травня
ЗМОП вранці в черговий раз розігнав учасників «народних гулянь» біля станції метро «Барикадна» в центрі Москви, знову затримані десятки людей, в тому числі Олексій Навальний. Молоді люди, що брали участь в «народних гуляннях», прийняли рішення після вимоги поліції покинути сквер і по можливості знайти інше місце, однак не встигли піти і співробітники ЗМОПу почали затримання.
На Луб'янській площі в Москві, за даними ГУ МВС Росії по Москві взяли участь близько 4,5 тисячі чоловік. За інформацією правоохоронних органів, переважна більшість мітингувальників — близько 4000 чоловік — належали до прихильників КПРФ, в числі інших 500 були націоналісти і учасники руху «Лівий фронт». За даними організаторів, у мітингу після «Маршу Перемоги» взяли участь не менше десяти тисяч осіб. Разом з представниками «Лівого фронту» до акції КПРФ приєдналися прихильники руху «За чесні вибори».

### Акції 13 травня
З урахуванням жорсткої протидії проведенню акцій з боку силових відомств Москви, 13 травня за пропозицією письменника Бориса Акуніна відбулась акція «Контрольна прогулянка». Акцію організували провідні російські письменники і музиканти. За різними даними, в акції взяли участь від 2-х тисяч (за заявою Головного управління МВС Росії по м. Москві) до 15-ти тисяч осіб (заяви опозиціонерів). Вони пройшли «від Олександра до Олександра» — від пам'ятника Олександру Пушкіну на Пушкінській площі до пам'ятника Олександру Грибоєдову на «Чистих ставках» — по декільком бульварах, що створює Бульварне кільце в центрі Москви.
Хода відбувалася без інцидентів, у багатьох людей були білі стрічки — символ російської опозиції.